# A világ eredete
A világ eredete (L'Origine du monde) Gustave Courbet francia festőművész alkotása.

## Története

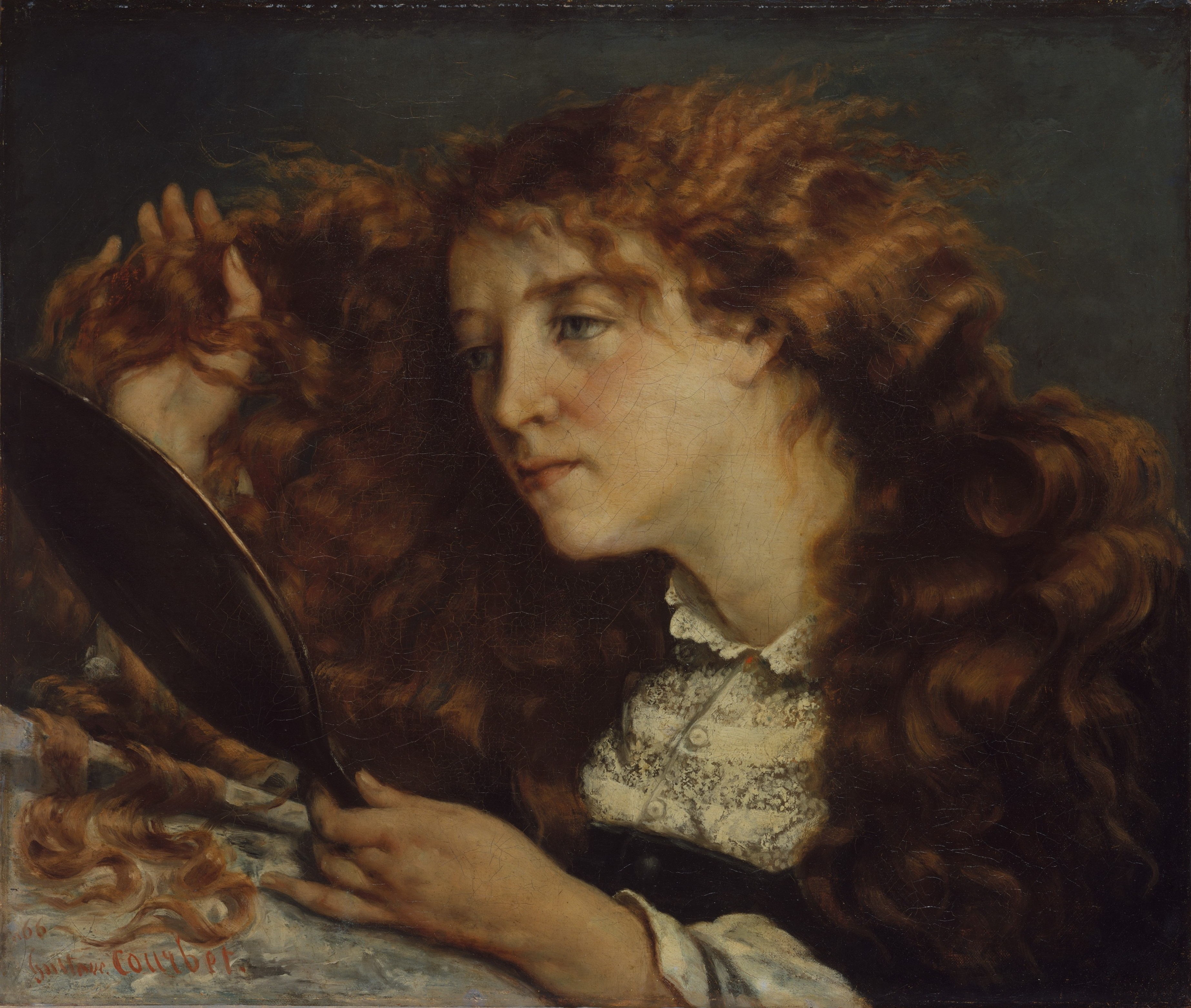
Courbet: Jo, La belle Irlandaise (olaj, vászon, 1865-66), Metropolitan Művészeti Múzeum

Courbet-t a festmény elkészítésére Khalil Bey oszmán diplomata, az Oszmán Birodalom athéni és szentpétervári nagykövete kérhette fel, amikor Párizsba költözött. Beyt Charles-Augustin Sainte-Beuve mutatta be Courbet-nak. Bey saját erotikus gyűjteményébe szeretett volna egy újabb alkotást. A gyűjteményében megtalálható volt Ingres Török fürdő (1862) című festménye és Courbet egy másik alkotása, Az álom (1866) is, melynek egyik nőalakját egyik kedvenc modelljéről Joanna Hiffernanról mintázta. A hölgy Courbet jóbarátjának, James McNeill Whistlernek volt a szeretője. Courbet Jo, La belle Irlandaise (1866) című festményéhez szintén Hiffernan állt modellt. Nagy valószínűséggel A világ eredetének megfestéséhez is őt kérhette fel Courbet. Ezt a feltételezést erősíti az a tény, hogy Courbet és Whistler viszonya a festmény elkészülte után nem sokkal megromlott.
Más feltételezés szerint a modell Constance Adolphine Quéniaux (1832. július 9. - 1908. április 7.) a párizsi Operabalett táncosa és kurtizánja volt. 1859-ben Quéniaux térdsérülést szenvedett, ami miatt nem tudott balettozni, és 34 éves korára hivatalosan is visszavonult az Operától, és elnyerte Khalil Bey kegyeit.

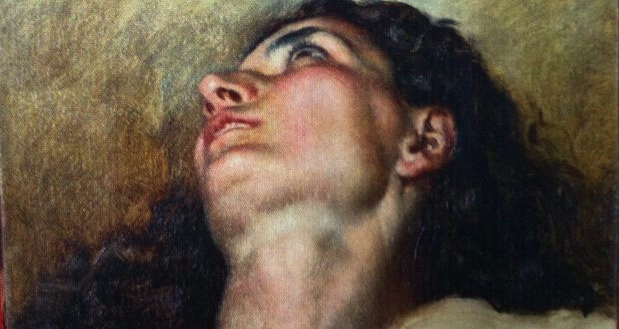
A világ eredetének feltételezett felső része

Miután Khalil Bey szerencsejátékon elvesztette vagyonát, A világ eredete több magángyűjtő tulajdonában is megfordult. 1868-ban Antoine de la Narde régiségkereskedő vásárolta meg. 1889-ben egy régiségboltban egy tájkép mögé rejtve talált rá Edmond de Goncourt. A festményt a Bernheim-Jeune galériától 1910-ben Hatvany Ferenc báró vette meg, majd Budapestre szállította. Az erotikus alkotást Hatvany saját fürdőszobájában függesztette ki. A második világháború idején a bombázásoktól tartva a báró banki letétbe helyeztette. A világháború vége felé a szovjet csapatok foglalták le Hatvany gyűjteményét és több más műalkotás mellett Courbet festményét is magukkal vitték. 1947-ben Hatvany emigrálásakor a szovjetek megengedték, hogy egy műtárgyat magával vigyen: Hatvany A világ eredetét választotta. 1955-ben egy aukción 1,5 millió frankért Jaques Lacan pszichiáter és felesége vásárolta meg. A festményt guitrancourt-i házukban állították ki. Lacan 1981-ben bekövetkezett halála után a francia állam megegyezett az örökösökkel és a festmény 1995-ben a párizsi Musée d’Orsay gyűjteményébe került, ahol ma is látható.
2013-ban Paris Match magazin számolt be Jean-Jacques Fernier Courbet-szakértő felfedezéséről: Fernier szerint megtalálhatták a Világ eredetének felső részletét, melyet leválasztottak az eredeti műről. A festmény egy női arcot és vállat ábrázol. A Centre d'Analyses et de Recherche en Art et Archéologie kutatói a festmények részleteinek segítségével össze tudták “illeszteni” a két művet, úgy, hogy képet kapjunk arról, milyen is lehetett a teljes festmény. A Musée d'Orsay álláspontja szerint azonban Courbet festménye nem egy nagyobb mű része.

## Megjelenése a kultúrában
Marcel Duchamp Étant donnés (1946–66) című alkotása egy lábait széttáró nőalakot ábrázol. Orlan 1989-ben készítette L'origine de la guerre című alkotását; a cibakróm fényképfelvételen egy férfi látható széttárt lábakkal, ágaskodó pénisszel. Jack Daws 2002-ben Origins of the World című projektje keretében női nemi szervekről készült fényképfelvételeket gyűjtött egybe. Tanja Ostojić 2015-ben egy az Európai Uniót kifigurázó poszterhez használta fel A világ eredetét, melyen egy széttárt lábú nő látható, aki az EU zászlaját mintázó bugyit visel. A Facebook közösségi oldal több esetben sem engedélyezte Courbet festményének közzétételét: 2011 februárjában Frode Steinicke profilképét a Facebookon Courbet festményére változtatta. Az oldal először letiltotta Steinecke fiókját, majd később engedélyezték a festmény megjelenését. Egy francia tanár beperelte a Facebookot, mert megsértette a szólás és véleményszabadságát azzal, hogy felfüggesztették a fiókját a festmény közzététele miatt.